# بریدرن
بریدرن (به آلمانی: Briedern) یک شهر در آلمان است که در کوخم-تسل واقع شده‌است. بریدرن ۳۱۶ نفر جمعیت دارد.